# Prirodoslovni muzej i zoološki vrt grada Splita
Prirodoslovni muzej i zoološki vrt grada Splita. Zgrada zoološkog vrta se nalazi na brdu Marjan, dok je lokacija Prirodoslovnog muzeja na adresi Poljana kneza Trpimira 3 u središtu grada, nasuprot Pazaru. 
Površine je 0,65 hektara. 
Prirodoslovni muzej je osnovan 1924., a zoološki vrt 29. ožujka 1926. godine. 

## Zanimljivosti
Splitski zoološki vrt poznat i je po tome što su u njemu životinje postizale rekorde u dugovječnosti, a najpoznatiji je aligator Spavalo, koji je doživio 68 godina. 
Također, u njemu su se pojedine vrste, čak i u svjetskim okvirima mjereno, iznimno uspješno uspijevale razmnožavati u zatočeništvu, što je nerješiv problem brojnim poznatim zoološkim vrtovima u svijetu. Najpoznatiji primjer uspješnog razmnožavanja u zatočeništvu su splitski tigrovi.

## Vanjske poveznice
- Službena stranica
- O Prirodoslovnom muzeju  Arhivirana inačica izvorne stranice od 28. svibnja 2006. (Wayback Machine)